# Ragnar Spaak

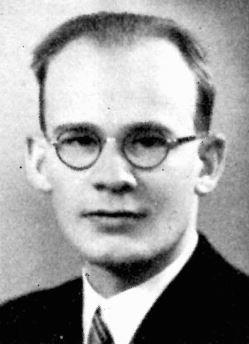
Ragnar Spaak.

Ragnar Spaak, född 25 januari 1907 i Bergvik, då tillhörande Söderala församling, Gävleborgs län, död 10 augusti 1979 i Örgryte församling, Göteborg, var en svensk läkare. Han var son till George Spaak. 
Efter studentexamen i Söderhamn 1926 blev Ragnar Spaak medicine kandidat vid Karolinska institutet i Stockholm 1926 och medicine licentiat där 1936, var tillförordnad assistentläkare vid Kronprinsessan Lovisas vårdanstalt 1935 och vid Gävle lasaretts medicinska avdelning 1936, extra vetenskapligt biträde vid Statens bakteriologiska laboratorium 1937, extra assistent där 1937–39, assistent 1940–41, vid Statens institut för folkhälsan 1941–44, laborator och överlärare där 1942–43, tillförordnad förste provinsialläkare i Uppsala län 1944, sundhetsinspektör vid Göteborgs hälsovårdsnämnd 1945–52, tillförordnad förste stadsläkare i Göteborg 1949–52, andre stadsläkare 1952–58 och förste stadsläkare i Göteborg 1958–64. Han författade skrifter i epidemiologi och hygien.

## Fotnoter
1. ↑  Sveriges Dödbok 1901–2009, DVD-ROM, Version 5.00, Sveriges Släktforskarförbund (2010).